# Vương Tấn (diễn viên)
Vương Tấn (sinh ngày 27 tháng 11 năm 1974 tại Vũ Hầu, Thành Đô, Tứ Xuyên) là một diễn viên, biên kịch, đạo diễn người Trung Quốc.

## Ban đầu
Vương Tấn là một diễn viên, biên kịch, đạo diễn thuộc đoàn văn công tổng đội chính trị tỉnh Tứ Xuyên. Là tổng thư ký liên đoàn thanh niên Tứ Xuyên, thành viên liên đoàn thanh niên Thành Đô, thành viên Hiệp hội nghệ sĩ Tứ Xuyên và phó chủ tịch Hiệp hội nghệ sĩ Thành Đô.

## Sự nghiệp

### 1992-2004: Khởi đầu
Ông đi theo học nghề từ những nhân vật có tiếng trong ngành giải trí như: Thẩm Phạt (沈伐) và Dương Tử Dương(杨紫阳), nơi Vương Tấn học diễn và có những vai nhỏ trên truyền hình.

### 2006 -2011: Những tiến triển
Năm 2006, Vương Tấn có vai diễn lớn đầu tiên trong bộ phim "Sự điên cuồng của hòn đá" của đạo diễn Ninh Hạo. Cùng trong năm, Vương Tấn tham gia bộ phim "Đại điện ảnh chi số bách ức" cùng với Hoàng Bột và Diêu Thần.
Vương Tấn có năng lực khá lớn ở phương diện sáng tác kịch bản. Liên tiếp 2 năm liền 2007, 2008, Vương Tấn được mời đảm nhiệm vai trò biên kịch cho gala chào xuân của CCTV với một số tiết mục nhỏ.

Năm 2009, tiếp tục diễn xuất trong bộ phim "Sự điên cuồng của tay đua" của đạo diễn Ninh Hạo và nhận được lời khen từ đạo diễn. Sau 2009, Vương Tấn có bộ phim truyền hình đầu tiên của mình: "Thủ trưởng của tôi và trung đoàn của tôi" và "Khu vực không người". 
Vào năm 2011, Vương Tấn bị thương trong một vụ nổ khi tham gia diễn xuất.

### 2012–hiện tại: Gia nhập HB Studio và trở nên nổi tiếng
Năm 2012, Vương Tấn ký hợp đồng với studio của Hoàng Bột. Cùng năm 2012, Vương Tấn tham gia với vai trò hỗ trợ trong 2 bộ phim "Dân binh Cát Nhị Đản" và "Sát sinh". Hoàng Bột cũng mời Vương Tấn tham gia bộ phim "Phục vụ đặc biệt" của mình. 
2013, tham gia diễn xuất bộ phim "Đầu bếp, diễn viên và tên vô lại" cùng với Hoàng Bột, Lưu Diệp và Trương Hàm Dư. Sau đó, tiếp tục hợp tác trong bộ phim "Hỏa tuyến tam huynh đệ". Vương Tấn cùng với Lâm Chí Linh và Hoàng Bột đóng bộ phim "101 lời cầu hôn".
Vương Tấn được Từ Tranh chọn tham gia bộ phim mới "Lạc lối ở Hồng Kông". Bộ phim đã giành được thành công tại Trung Quốc. Sự nổi tiếng của Vương Tấn càng tăng thêm sau khi tham dự chương trình "Thử thách cực hạn" của Đông Phương Tv cùng với Tôn Hồng Lôi, Huỳnh Lỗi, Hoàng Bột, La Chí Tường, Trương Nghệ Hưng.
Năm 2016, Vương Tấn tham gia diễn trong bộ phim điện ảnh "Thử thách cực hạn chi kho báu hoàng gia". Đến 2017, tham gia bộ phim điện ảnh của Huỳnh Lỗi, "Gia tộc phiền phức".

## Phim

### Điện ảnh
| Phim                                 | Phim                      | Năm  |
| ------------------------------------ | ------------------------- | ---- |
| Sự điên cuồng của hòn đá             | 疯狂的石头                | 2006 |
| Đại điện ảnh chi sô bách ức          | 大电影之数百亿            | 2006 |
| Hai quả trứng ngu ngốc               | 大电影之 两个傻瓜的荒唐事 | 2007 |
| Kỳ tích Thế giới                     | 奇迹世界                  | 2007 |
| Một Đêm tại Siêu thị                 | 夜店                      | 2009 |
| Kỳ nghỉ của Mã Đông                  | 马东的假期                | 2009 |
| Sự điên cuồng của tay đua            | 疯狂的赛车                | 2009 |
| Tương Lai Tươi Sáng                  | 大有前途                  | 2009 |
|                                      | 翅膀下的风                | 2010 |
| Kiên cường                           | 坚强                      | 2010 |
| Tình Yêu Hoa                         | 爱上油菜花                | 2010 |
| Dịch Vụ Đặc Biệt                     | 特殊服务                  | 2012 |
| Đầu bếp, diễn viên và tên vô lại     | 厨子戏子痞子              | 2013 |
| 101 lời cầu hôn                      | 101次求婚                 | 2013 |
| Đỏ                                   | 红色                      | 2014 |
| Lạc lối ở Hồng Kông                  | 港囧                      | 2015 |
| Đông Bắc Lịch Sử                     | 东北往事之破马张飞        | 2016 |
| May Mắn Như Vậy                      | 杠上开花                  | 2016 |
| Thử thách cực han: Kho báu hoàng gia | 极限挑战之皇家宝藏        | 2016 |
| Tình thánh                           | 情圣                      | 2016 |
| Gia tộc phiền phức                   | 麻烦家族                  | 2017 |

### Phim truyền hình
| Tiêu đề                                  | Tiêu đề          | Năm      |
| ---------------------------------------- | ---------------- | -------- |
| Thủ trưởng của tôi và trung đoàn của tôi | 我的团长我的团   | Năm 2009 |
| Khu vực không người                      | 外乡人           | Năm 2009 |
| Núi Quân Đội                             | 山城棒棒军ⅱ      | Năm 2009 |
| Dân binh Cát Nhị Đản                     | 民兵葛二蛋       | 2012     |
| Hỏa tuyến tam huynh đệ                   | 火线三兄弟       | 2013     |
| Thập tống Hồng quân                      | 十送红军         | 2013     |
| Vương Đại Hoa                            | 王大花的革命生涯 | 2015     |

### Chương trình
| Tiêu đề                                       | Tiêu đề      | Năm       |
| --------------------------------------------- | ------------ | --------- |
| Kim tinh tú                                   | 金星秀       | 2015      |
| Hỷ nhạc nhai kỳ 2                             | 喜乐街第二季 | 2015      |
| Thử thách cực hạn (Mùa 1, 2, 3, 4, 5, 6, 7,8) |              | 2015-2022 |